# 2001 a vasúti közlekedésben
Ez a szócikk a 2001-ben történt vasúti eseményeket mutatja be.

## Események a világban
- június 19. Megkezdték a Csinghaj–Tibet-vasútvonal második szakaszának építését Golmud–Lhásza között.[1]
- október 8. Felfüggesztették a tőzsdén az Egyesült Királyság pályafenntartási magánvállalata, a Railtrack papírjainak a kereskedését. A cég élére csődgondnokot nevezett ki a minisztérium.[2]

## Események Magyarországon
- szeptember 20. A Beszédes József híd felújítását követőátadásával - amikor a terveknek megfelelően lekerült a hídról a vasúti közlekedés - véglegesen megszűnt a Dunaföldvár–Solt-vasútvonalon a közlekedés[3]
- december 1. A GYSEV átveszi a Sopron–Szombathely-vasútvonalat a MÁV-tól.[4]
- Felszámolták a Burma-vasút utolsó szakaszát is a Budapest–Kunszentmiklós-Tass–Kelebia-vasútvonal felújításával.